# Ottavio Piccolomini
Ottavio Piccolomini, hertog van Amalfi (Spaans: Octavio; in het Nederlands ook wel Octaaf; Florence, 11 november 1599 - Wenen, 11 augustus 1656) was een Italiaans edelman. 
Hij diende eerst in het Spaanse leger. Tijdens de Dertigjarige Oorlog diende hij vanaf 1627 in het leger van Albrecht van Wallenstein en vanaf 1629 leidde hij een eigen, nieuw opgericht kurassiersregiment in het Keizerlijke leger. Hij onderscheidde zich met zijn kurassiers in de Slag bij Lützen (1632). Hij voerde voor Wallenstein verschillende diplomatieke opdrachten uit maar in 1633 spande hij samen om Wallenstein ten val te brengen. Hij werd beloond met een rijke dotatie en de titel van veldmaarschalk in het Keizerlijke leger benoemd. Daarna was hij nog actief in de Spaanse Nederlanden waar hij vocht tegen de Fransen bij Sint-Omaars (1638) en Thionville (1639). In 1650 werd hij benoemd tot rijksvorst.
Hij werd begraven in de kerk van het Servietenklooster in Wenen, dat hij had helpen stichten.